# Where It's At
Where It's At is een nummer van de Amerikaanse muzikant Beck uit 1996. Het is de eerste single van zijn vijfde studioalbum Odelay.
Het nummer gaat over Becks vroege jaren als muzikant, toen hij van hot naar her toerde, en daarnaast allerlei nare baantjes aannam om rond te komen. Delen van het nummer zijn gebaseerd op een album over seksuele voorlichting op de middelbare school uit 1969, genaamd "Sex For Teens (Where It's At)". Diverse stukken tekst van dit album zijn dan ook in het nummer verwekt.
"Where It's At" was in de Amerikaanse Billboard Hot 100 niet heel succesvol; het bereikte de 61e positie. Des te succesvoller was het in het Verenigd Koninkrijk met een 35e positie. Hoewel de plaat in het Nederlandse taalgebied geen hitlijsten bereikte, geniet het er wel kleine bekendheid.
Tijdens concerten verandert Beck regelmatig de muziek en tekst van het nummer.